# Honoré François Marie Langlé
Honoré François Marie Langlé fue un compositor y autor de varias obras de teoría de la música que nació en Mónaco en 1741 y murió en Villiers-le-Bel el 20 de septiembre de 1807. 

## Vida
Tendría como unos 16 años cuando entró en el conservatorio de Nápoles y allí tuvo por maestro a Caffaro, el más sabio discípulo del célebre Leo. Fueron tan rápidos sus adelantamientos y tan brillantes sus estudios que dentro de pocos años se le nombró primer maestro del conservatorio de la piedad. Los italianos admiraron sus primeras obras y a ellas debió sin duda el que le llamasen a Génova, donde se le confió la dirección del teatro y la del concierto de los nobles. 
Se trasladó a París en 1768 y se dio luego a conocer del modo más ventajoso, ya en el concierto espiritual y ya en el que estaba bajo la dirección del famoso San-Jorge. Sin embargo, hasta 1791 no dio en Francia su primera obra teatral. Es de advertir que había compuesto ya varias óperas en Italia y que su Corisandra, ejecutada en la real academia filarmónica, anunciaba ya un talento particular para las óperas bufas; no obstante, ambicionando Langle moyores aplausos, se dedicó a la composición de una tragedia lírica titulada Mahomsto II. Se hallaba aun en la mitad de su trabajo, cuando en la horrorosa jornada del 10 de agosto de 1792, le sobrecogió un terror pánico que le privó por mucho tiempo de poder continuar sus tareas. 
Langle era de un carácter independiente, que se avenía muy poco con la docilidad y la paciencia tan necesarias a un autor dramático: así es que pocas óperas de las que compuso llegaron a representarse. Sus escritos didácticos aún más que sus composiciones musicales, atestiguan la profundidad de sus conocimientos en todas las partes del arte. 
Langle dio también varias lecciones de canto y en esta clase solo Gavat le aventajó entre sus contemporáneos. Era individuo y bibliotecario del conservatorio, fue amigo de Mozard y fue el que hizo grabar la primera obra de este gran maestro para el piano. 
Murió el 20 de setiembre de 1807 en su casa de campo de Villiers-le-Bel.

## Obra
De las varias obras que salieron de su pluma merecen ser colocadas en primer orden las siguientes: 
- Tratado de la armonía y la modulación, en cuya obra el autor hace con frecuencia una feliz aplicación de sus conocimientos matemáticos y si se aprovechó de los descubrimientos de Rameau, debe convenirse también, dice un biógrafo, que supo descubrir varios errores de este sabio armonista.
- Tratado de ta base del canto. Los que se dediquen al arte filarmónico leerán con fruto en este tratado un excelente análisis de las tres principales especies de contrapuntos .
- Tratado de la fuga. Langle lleva aún más adelante sus investigaciones que el P. Martini y sus preceptos son más metódicos y más claros.
- Nuevo método para numerar los acordes; el empleo de los signos algebraicos ha parecido una idea feliz; no obstante, es uno de aquellos descubrimientos a los cuales solo el tiempo puede poner el sello.